# Emma de Apulia
Emma de Hauteville (d. cca. 1120) a fost fiică a normandului Robert Guiscard, duce de Apulia și prima soție a acestuia, Alberada de Buonalbergo. Conform cronicii lui Raoul de Caen, ea a fost căsătorită cu Eudes Bunul Marchiz, cu care a avut trei fii: Tancred, Guillaume, care amândoi au participat la Prima cruciadă, și Robert. Tancred a devenit principe de Galileea, iar Guillaume a murit în Țara Sfântă. Fiica sa Altruda s-a căsătorit cu Richard al Principatului și a fost mama lui Roger de Salerno.
Emma a murit înainte de 1126, atunci când este consemnată cea de a doua soție și văduvă a lui Eudes, Sichelgaita, ca acordând o donație.